# کانتون آنتونیو آنته
کانتون آنتونیو آنته (به اسپانیایی: Cantón Antonio Ante) یک منطقهٔ مسکونی در اکوادور است که در استان ایمبابورا واقع شده‌است.